# تون تون
أوما ديفي خاتري (بالإنجليزية: Uma Devi Khatri)‏ والمعروفة شعبيا باسمها المستعار تون تون (بالإنجليزية: Tun Tun)‏ كانت مغنية وممثلة كوميدية هندية. غالبًا ما يشار إليها باسم "أول ممثلة كوميدية في السينما الهندية".